# 廿楽氏
廿楽氏（つづらし）は、日本の氏族のひとつ。埼玉県桶川市に多く、約80件にのぼる。もともと平安時代、京都鞍馬で朝廷に仕えていた雅楽の集団で、20人（廿人)で組織したのが由縁としている。鞍馬には同志社大学近くに廿楽マンエモン氏方が居住まい、その地より埼玉県桶川市さらに同上尾・同大宮に分家したようだ。埼玉県桶川市では、加納の廿楽鑑明、五丁台の廿楽吾郎が旧家として知られている。
桶川市には江戸時代にこの地域の有力農民だった廿楽氏の邸宅が残り、べに花ふるさと館となっている。
桶川市には「廿楽」の名が冠される企業も存在し、隣の自治体である上尾市にも存在する。